# Печорське міське поселення
Печо́рське міське поселення (рос. Печорское городское поселение) — муніципальне утворення у складі Печорського району Республіки Комі, Росія. Адміністративний центр та єдиний населений пункт — місто Печора.

## Населення
Населення — 40048 осіб (2017, 43105 у 2010, 48700 у 2002, 65666 у 1989).